# スガマッ駅
スガマッ駅 （スガマッえき、マレー語:Segamat Railway Station） は、マレーシアのジョホール州スガマッにある、マレー鉄道ウエスト・コースト線の駅である。

## 概要
KTMインターシティの全列車が停車する。

## 歴史
- 1908年3月1日 - 駅開業。（グマス〜スガマッ間の開業による。）[1]

## 駅構造
単式ホーム1面1線をもつ地上駅である。駅舎は北東側にありホームに面している。南西側に待避線が1線あり列車交換ができる。